# Estrecho Bouchard
El estrecho Bouchard (según Argentina) o paso Almirantazgo es un estrecho que se extiende en dirección noreste-sudoeste y separa las islas Marambio/Seymour y Cerro Nevado de la isla James Ross, en el extremo noreste de la península Antártica.
Tiene una longitud de 54 kilómetros. Su entrada nororiental se abre entre el cabo Gage y el cabo Gorrochátegui, encontrándose en el centro la pequeña isla Cockburn. Su boca occidental, que se abre entre el cabo Foster y el extremo oeste de la isla Cerro Nevado, está dividida en dos brazos por la isla Lockyer.

## Historia y toponimia
La amplia parte noreste del estrecho fue nombrada Admiralty Inlet por la expedición británica al mando del capitán James Clark Ross, quien la descubrió el 6 de enero de 1843. Fue determinada por la Expedición Antártica Sueca de Otto Nordenskiöld en 1902 como un paso en lugar de una bahía. Dicha expedición instaló una cabaña, el Refugio Suecia, en la isla Cerro Nevado, frente a las aguas del estrecho. La cabaña es Monumento Histórico Nacional de Argentina y Sitio y Monumento Histórico N.° 38, a raíz de una propuesta conjunta entre la Argentina y el Reino Unido ante la Reunión Consultiva del Tratado Antártico.
Chile utiliza la traducción del topónimo al español, figurado así en las cartas chilenas desde 1947.
En Argentina ha recibido el nombre de estrecho Thompson en 1953, y posteriormente el de Bouchard, en honor al militar y corsario Hipólito Bouchard (1783-1837), que sirvió a las Provincias Unidas del Río de la Plata.
El estrecho ha sido cartografiado por británicos, suecos, argentinos, noruegos, chilenos, españoles e italianos.

## Geología
En aguas del estrecho se han reportado fugas submarinas de gases no volcánicos, compuesta principalmente por metano, un rastro de dióxido de carbono y sulfuro de hidrógeno. Estudios realizados por científicos argentinos indicaron que probablemente exista una acumulación de hidratos de metano en el fondo marino.

## Reclamaciones territoriales
Argentina incluye al grupo de las islas James Ross en el departamento Antártida Argentina dentro de la provincia de Tierra del Fuego, Antártida e Islas del Atlántico Sur; para Chile forma parte de la comuna Antártica de la provincia Antártica Chilena dentro de la Región de Magallanes y de la Antártica Chilena; y para el Reino Unido integra el Territorio Antártico Británico. Las tres reclamaciones están sujetas a las disposiciones del Tratado Antártico.
Nomenclatura de los países reclamantes: 
- Argentina: estrecho Bouchard[10][11]
- Chile: paso Almirantazgo[2]
- Reino Unido: Admiralty Sound[8]